# Jemmy Button

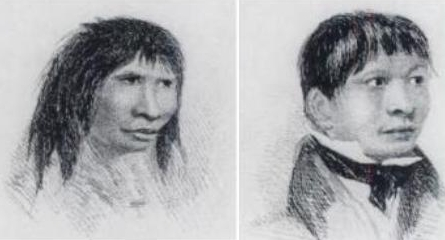
Jemmy Button antes e depois de sua ocidentalização, ilustração por Fitzroy em Narrative (1839)

Orundellico, conhecido como Jeremy Button ou Jemmy Button (1815–1864), foi um nativo fueguino yagane da ilhas da Terra do Fogo, na atual Argentina e Chile.  Ele foi levado para a Inglaterra pelo capitão do HMS Beagle Robert FitzRoy e se tornou uma celebridade por certo período.

## HMS Beagle

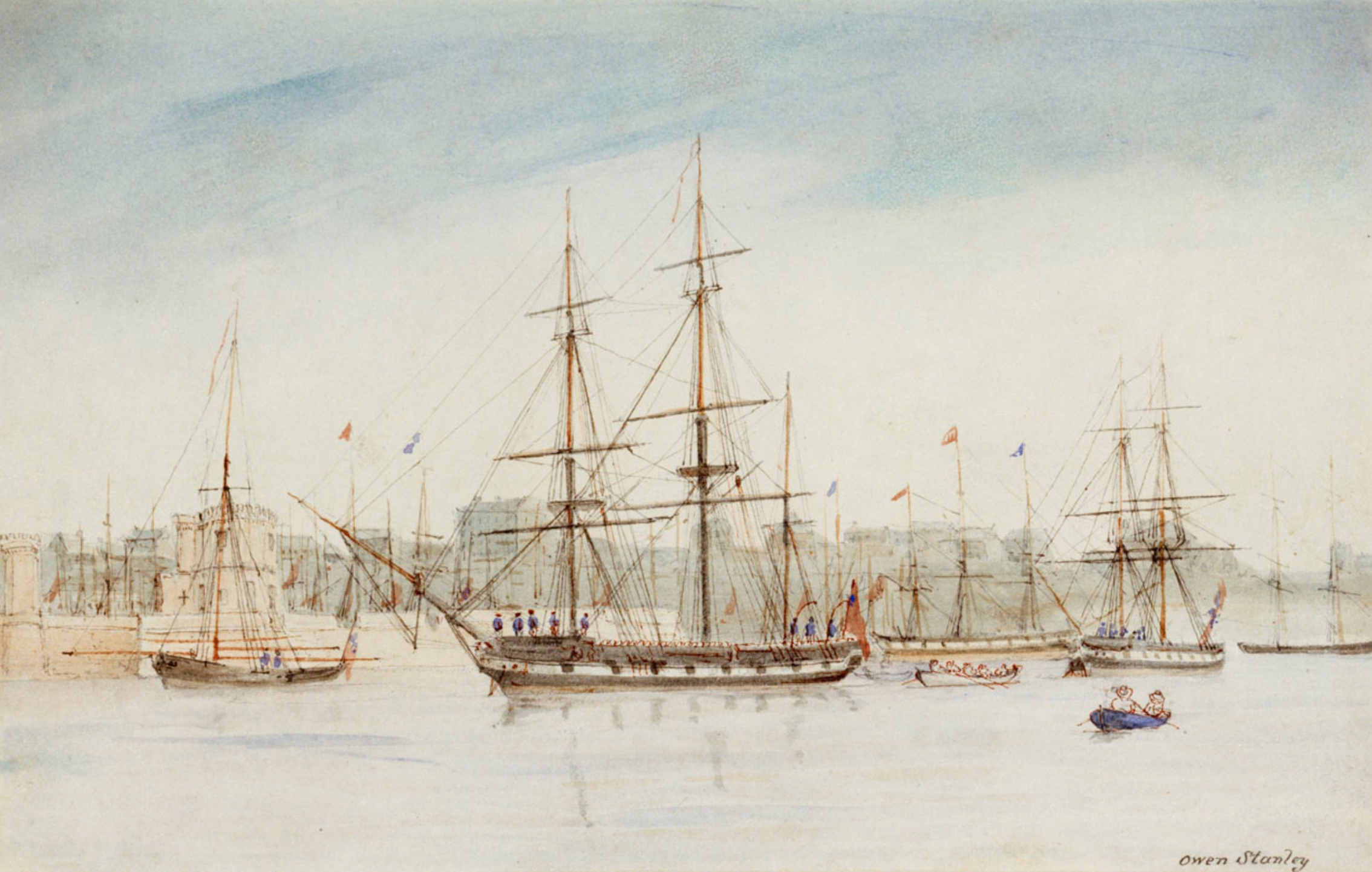
O HMS Beagle, ao centro, por Owen Stanley (1841)

Em 1830, o capitão Robert Fitzroy no comando da primeira expedição do famoso Beagle, levou um grupo de passageiros indígenas fueguinos depois que um dos barcos foi roubado. Jemmy Button recebeu um pagamento de um botão de madrepérola, e então nomeado com o nome ocidental. Não é claro se sua família aceitou de bom grado a venda de Jemmy ou se simplesmente desistiram de mantê-lo. Fitzroy decidiu levar quatro fueguinos a Inglaterra a fim de "se tornarem intérpretes úteis, e por isso significa estabelecer uma ponte amigável entre os ingleses e nativos". O capitão demonstrou grande preocupação pelos quatro, alimentado-os melhor que seus próprios homens e os convertendo para o cristianismo para beneficiar a condição religiosa de seu povo.
Os nomes dos fueguinos dados pela população eram: York Mister, Jemmy Button, Fuegia Basket (uma garota) e Boat Memory. O nome nativo de cada um deles era respectivamente:  el'leparu, o'run-del'lico e yok'cushly. Boat Memory morreu de varíola pouco após sua chegada na Inglaterra, e seu nome yagane se perdeu.

## Chegada na Inglaterra
O Beagle chegou em Plymouth após sua primeira expedição em meados de outubro de 1830. Os jornais não tardaram de publicar detalhes dos visitantes yaganes e eles se tornaram celebridades. Em Londres, eles encontraram o Rei Guilherme IV. Fuegia Basket, a jovem garota, recebeu uma touca da própria Rainha Adelaide.

## Retorno a Patagônia
Um ano depois, Fitzroy retornou para a região nativa dos três fueguinos que sobreviveram, custeando o caro percurso. Essa, que seria a segunda expedição do HMS Beagle, trouxe o jovem naturalista Charles Darwin.
Com a dificuldade de falar e aprender a língua e os costumes, Jemmy resignou dos hábitos e roupas ocidentais. Meses depois de sua chegada, já se encontrava magro, sem qualquer roupa excluindo uma tanga e de cabelo comprido. Recusou uma segunda ida para a Europa, motivo especulado por Darwin por sua "jovem e formosa esposa". Aparentemente, Jemmy chegou ensinar um pouco de inglês para seus familiares.

## Massacre da Baía de Wulaia

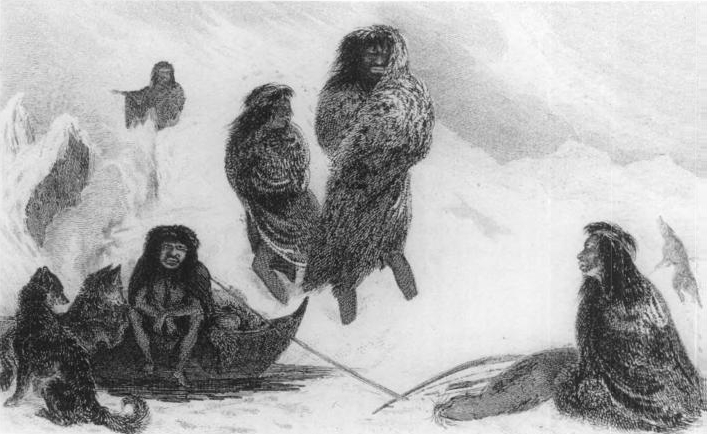
O povo fueguino em uma negociação com os patagônios, ilustração por Fitzroy em Narrative (1839)

Em 1855, um grupo de cristãos missionários da Sociedade Patagônica de Missionários visitaram a Baía de Wulaia através da Ilha Navarino, com o objetivo de saber se ao menos Jemmy conseguia pronunciar algo em inglês. Pouco anos depois em 1859, um outro grupo de missionários foram mortos pelos yaganes, supostamente com a liderança de Jemmy e sua família. Ele visitou a Ilha Keppel e forneceu evidências no inquérito do massacre. Jemmy negou qualquer responsabilidade

## Morte
Em 1863, o missionário Waite Stirling visitou a Terra do Fogo e restabeleceu contatao com Jemmy; a partir dai as relações como os yaganes melhoraram. Em 1866, após a morte de Jemmy, Stirling pegou um de seus filhos, conhecido por Threeboy, e o levou até a Inglaterra.